# Rauen
Rauen est une commune allemande de l'arrondissement d'Oder-Spree, Land de Brandebourg.

## Géographie
Rauen est une commune se développant au pied des monts du même nom.
Au sud se trouvent les Markgrafensteine, les plus gros blocs erratiques de la marche de Brandebourg.

## Histoire
Le village est mentionné pour la première fois en 1285. Il se développe jusqu'au XVIIIe siècle autour d'une église fortifiée. De 1631 à 1633, durant la guerre de Trente ans, le village est ravagé et pillé. En 1770, la première construction excentrée de l'église est faite.
De 1827 à 1829, des filons de lignite sont découverts à Rauen. L'ouverture de la mine en 1842 et l'arrivée de travailleurs du Harz assurent un développement économique. En raison d'une baisse du prix du charbon et de la consommation par les locomotives, la mine ferme en 1905.
La réforme agraire de 1945-1946 amène à l'expropriation de trois grands agriculteurs. Le terrain est distribué aux nouveaux habitants et aux nouveaux agriculteurs. Les exploitations sont liées à la LPG jusqu'en 1960.

## Personnalités liées à la commune
- Egon Wagenknecht (1908–2005), agronome né dans la commune.

## Source, notes et références
- (de) Cet article est partiellement ou en totalité issu de l’article de Wikipédia en allemand intitulé « Rauen » (voir la liste des auteurs).